# Deer Lake, Newfoundland (sjö)
Deer Lake är en sjö i Kanada.   Den ligger i provinsen Newfoundland och Labrador, i den östra delen av landet, 1 400 km öster om huvudstaden Ottawa. Deer Lake ligger 5 meter över havet. Arean är 68 kvadratkilometer. Den sträcker sig 21,5 kilometer i nord-sydlig riktning, och 18,8 kilometer i öst-västlig riktning.
Följande samhällen ligger vid Deer Lake:
- Deer Lake (4 163 invånare)
- Pasadena (2 248 invånare)

Runt Deer Lake är det mycket glesbefolkat, med 3 invånare per kvadratkilometer.